# 宮崎郁美
宮崎 郁美（みやざき いくみ、1981年6月18日 - ）は、長野県出身の日本のプロスノーボーダー(デモンストレーター)である。野沢温泉SC所属。

## 経歴
- 19歳、地元野沢温泉スキークラブに初のスノーボーダーとして所属。
- 20歳、全日本スノーボード技術選手権初出場で第3位入賞。
- 23歳、全日本スキー連盟スノーボード指導員資格を取得。
- 26歳、全日本スノーボード技術選手権、初優勝。同年、SAJスノーボードデモンストレーター(第3期)に初認定され、その後現在(2016/03)まで連続5期デモンストレーターを務める。

▽ブログ引用▽
2017年、日本人女性では初となるシグネチャーDVD 【THE M】発表
製作ポテンシャルフィルム
2017年、ガールズフリーランDVD 【MELISSA 】プロデュース
製作CK4プロダクション
プライベートでは2017年6月結婚。

## 主な競技結果
- 2008全日本スノーボード技術選手権 優勝
- 2009全日本スノーボード技術選手権 優勝
- 2010全日本スノーボード技術選手権 優勝
- 2012全日本スノーボード技術選手権 準優勝
- 2013全日本スノーボード技術選手権 準優勝
- 2014全日本スノーボード技術選手権 優勝
- 2015全日本スノーボード技術選手権 優勝
- 2016全日本スノーボード技術選手権 優勝
- enouveCUP 優勝
- カービングバトル 優勝

## 出演
- パート出演DVD『JOINT』
- Webサイト『R÷Division @RamaLABO 』[1]
- 野沢温泉スキー場PV
- first trip
- THE M